# التینو (بازیکن فوتبال)
التینو (به پرتغالی: Elton Divino Celio) مدافع اهل برزیل است که در شهر Guaíra, Paraná و در تاریخ ۷ ژوئیهٔ ۱۹۸۷ به دنیا آمده‌است.
التینو در تیم‌های فوتبال Paraná، یوکوهاما مارینوس، Desportivo Brasil، فلامینگو، Avaí، باشگاه ورزشی اینترناسیونال، Avaí، کوریتیبا، Náutico سابقهٔ حضور دارد.